# Lepidosaphes tubulorum
Lepidosaphes tubulorum är en insektsart som beskrevs av Ferris 1921. Lepidosaphes tubulorum ingår i släktet Lepidosaphes och familjen pansarsköldlöss. Inga underarter finns listade i Catalogue of Life.